# Leucocarpus perfoliatus
Leucocarpus perfoliatus – gatunek roślin z rodziny Phrymaceae z monotypowego rodzaju Leucocarpus. Zasięg taksonu obejmuje strefę międzyzwrotnikową na kontynentach amerykańskich od północnego Meksyku po Boliwię. Roślina uprawiana jako ozdobna.

## Morfologia
PokrójBylina o pędach prosto wzniesionych, czterokanciastych, nagich lub nieco gruczołowato owłosionych.
LiścieŁodygowe, naprzeciwległe, siedzące i sercowatą nasadą obejmujące łodygę, o blaszce zaostrzonej i piłkowanej.
KwiatyKrótkoszypułkowe. Kielich zrosłodziałkowy, błoniasty, rurkowato-dzwonkowaty z 5 wydatnymi żebrami i 5 szczecinkowatymi łatkami na wierzchołku. Korona kwiatu zrosłopłatkowa, z długą rurką, grzbiecista – dwuwargowa, żółta. Pręciki są cztery, schowane w rurce korony. Zalążnia górna, jajowata do kulistej.
OwoceTorebki zawierające wiele nasion. Łupina nasienna siateczkowata.